# Aprasia pulchella
Espèce
Synonymes
- Ophiseps nasutus Bocage, 1873
- Aprasia brevirostris Werner, 1909

Aprasia pulchella est une espèce de geckos de la famille des Pygopodidae.

## Répartition

Carte de répartition.

Cette espèce est endémique d'Australie-Occidentale.

## Description
L'holotype de Aprasia pulchella mesure 115 mm dont 45 mm pour la queue.
C'est un lézard apode de couleur marron soutenu à gris. Sa face ventrale est gris pâle avec les écailles bordées de sombre.

## Étymologie
Son nom d'espèce, du latin pulchellus, « joli », lui a été donné en référence à son aspect.

## Publication originale
- Gray, 1839 "1838" : Catalogue of the slender-tongued saurians, with descriptions of many new genera and species. Annals and Magazine of Natural History, sér. 1, vol. 2, p. 331-337 (texte intégral).
- Bocage, 1873 : Sur quelques sauriens nouveaux de la Nouvelle-Calédonie et de l’Australie. Jornal de Sciencias Mathematicas, Physicas e Naturaes, Lisboa, vol. 4, no 9, p. 228-232 (texte intégral).